# Firepower (album de Judas Priest)
Pour les articles homonymes, voir Firepower.
Albums de Judas Priest
Battle Cry
(2016) Invincible Shield
(2024)
Firepower est le dix-huitième album studio du groupe de heavy metal britannique Judas Priest. L'album est publié le 9 mars 2018 et sera suivi d'une tournée de concerts aux États-Unis, Canada ainsi qu'en Europe. Firepower est aussi le premier album studio de Judas Priest depuis trente ans à être produit par Tom Allom et le premier à être produit par Andy Sneap.

## Liste des pistes
Tous les morceaux sont écrits par Rob Halford, Glenn Tipton et Richie Faulkner.
| No  | Titre               | Durée |
| --- | ------------------- | ----- |
| 1.  | Firepower           | 3:27  |
| 2.  | Lightning Strike    | 3:29  |
| 3.  | Evil Never Dies     | 4:23  |
| 4.  | Never the Heroes    | 4.23  |
| 5.  | Necromancer         | 3:33  |
| 6.  | Children of the Sun | 4:00  |
| 7.  | Guardians           | 1:06  |
| 8.  | Rising from Ruins   | 5:23  |
| 9.  | Flame Thrower       | 4:34  |
| 10. | Spectre             | 4:25  |
| 11. | Traitors Gate       | 5:43  |
| 12. | No Surrender        | 2:54  |
| 13. | Lone Wolf           | 5:09  |
| 14. | Sea of Red          | 5:51  |

## Tournée
Il a été annoncé que le Firepower Tour sera organisé en collaboration avec les groupes Saxon et Black Star Riders,. Les dates de la tournée sont indiquées sur le site du groupe Judas Priest. Andy Sneap, le coproducteur de l'album, participera à la tournée en tant que guitariste, à la suite du désistement de Glenn Tipton, qui est atteint de la maladie de Parkinson.

## Personnel

### Membres du groupe
- Rob Halford - chant
- Glenn Tipton - guitare
- Richie Faulkner - guitare
- Ian Hill - guitare basse
- Scott Travis - batterie